# Borstbeeld van Wilhelmus Wulfingh
Er staat een borstbeeld van Wilhelmus Wulfingh in Paramaribo in Suriname. Het bronzen borstbeeld stond sinds 1909 op het erf voor de leprozerie Gerardus Majella aan de Sommelsdijkse Kreek. In 1969 werd het verplaatst naar het erf van de Mgr. Wulfinghschool aan de Van Idsingastraat.
Wilhelmus Wulfingh (1839-1906) kwam in 1888 als missionaris naar Suriname. In juni 1889 werd hij benoemd tot apostolisch vicaris van Suriname en titulair bisschop van Cambysopolis (een gebied in Turkije). Tijdens zijn bezoek aan Nederland, omwille van zijn inwijding op 15 december 1889, haalde hij de Zusters van Liefde van Tilburg over om naar Suriname te komen om zieken te verzorgen, met name leprapatiënten. In 1895 opende hij de eerste leproserie in Paramaribo, Gerardus Majella, ter vervanging van het melaatsenoord Batavia. Wulfingh werd daarom wel de Vader der melaatschen genoemd. Hij overleed op 5 april 1906, juist toen hij per schip vanuit Nederland terugkeerde naar Suriname.
Zijn borstbeeld werd op 21 november 1909 onthuld naast de houten kerk in de leprozerie. Het bevond zich op een kleine dertig meter van het borstbeeld van koningin Wilhelmina dat enkele maanden eerder was onthuld. De begeleidende tekst luidt: succurre miseris, Latijn voor steun aan de zwakkeren. Bij de ceremonie waren meer dan zestig leprapatiënten aanwezig, en verder familieleden en de Zusters van Liefde.
De leprozerie werd op 15 februari 1964 gesloten, nadat 1300 leprapatiënten door 83 Zusters van Liefde waren verzorgd. Op 25 april 1969 kreeg het beeld zijn nieuwe plaats op het erf van de nieuw opgeleverde Mgr. Wulfinghschool, die hier deze dag werd geopend. De opening van de school en de onthulling van het borstbeeld werden voltrokken door bisschop Stephanus Kuijpers.